# Nicole Schuhmacher (Schriftstellerin, 1966)
Nicole Schuhmacher (* 1966) ist eine deutsche Buchautorin und Diplomsoziologin mit Interessenschwerpunkt Militärsoziologie.
Ihre ersten Werke waren zwei Abenteuerspielbücher in Zusammenarbeit mit Markus Heitz. 2009 erschien ihr erster Fantasyroman Sturmträume, welcher in einer eigenen Welt spielt und mit dem 2010 erschienenen Roman Sturmpfade fortgesetzt wurde. 2011 erschien in der von Markus Heitz herausgegebenen Justifier Romanserie ihr erster Science-Fiction-Roman Zero Gravity.
Sie lebt und arbeitet im Saarland, ist verheiratet und hat einen Sohn.

## Werke

### Abenteuerspielbücher
- Die Sterne der Tiefen. Pegasus Press, 2006, ISBN 3-937826-48-3. (Abenteuerspielbuch im Geborgenen Land, mit Markus Heitz)
- Botengang. Pegasus Press, 2009, ISBN 978-3-939794-20-2 (Abenteuerspielbuch im Geborgenen Land, mit Markus Heitz)

### Romane
- Sturmträume, Heyne Verlag, 2009, ISBN 978-3-453-52572-6.
- Sturmpfade, Heyne Verlag, 2010, ISBN 978-3-453-52573-3.
- Justifiers 4: Zero Gravity. Heyne Verlag, 2011, ISBN 978-3-453-52804-8. (Enthält neben dem Roman noch Suboptimal IV, die Fortsetzung der Kurzgeschichte von Markus Heitz)